# Nachal Kavul
Nachal Kavul (hebrejsky: נחל כבול) je vádí v Dolní Galileji, v severním Izraeli.
Začíná v nadmořské výšce přes 300 metrů mezi vrchy Har Kavul a Har Šechanija, poblíž vesnice Manof. Směřuje potom mírně se zahlubujícím a zčásti zalesněným údolím k severozápadu. Po západním okraji prochází městem Kabul. Postupně vchází do pobřežní nížiny, respektive Zebulunského údolí. Vede zcela rovinatou a zemědělsky využívanou krajinou k severozápadu a jihozápadně od vesnice Jas'ur ústí zleva do toku Nachal Chilazon.